# سد الشلف
سد الشلف هو سد على نهر الشلف نحو 200 كيلومترا إلى الشرق من وهران بالجزائر. تكلفة المشروع 15 مليار دولار، وتم تسليمه في عام 2009. يجب أن يوفر السد سنويا 110 مليون م³ من المياه لولاية وهران.